# Liste der Baudenkmale in Wandlitz

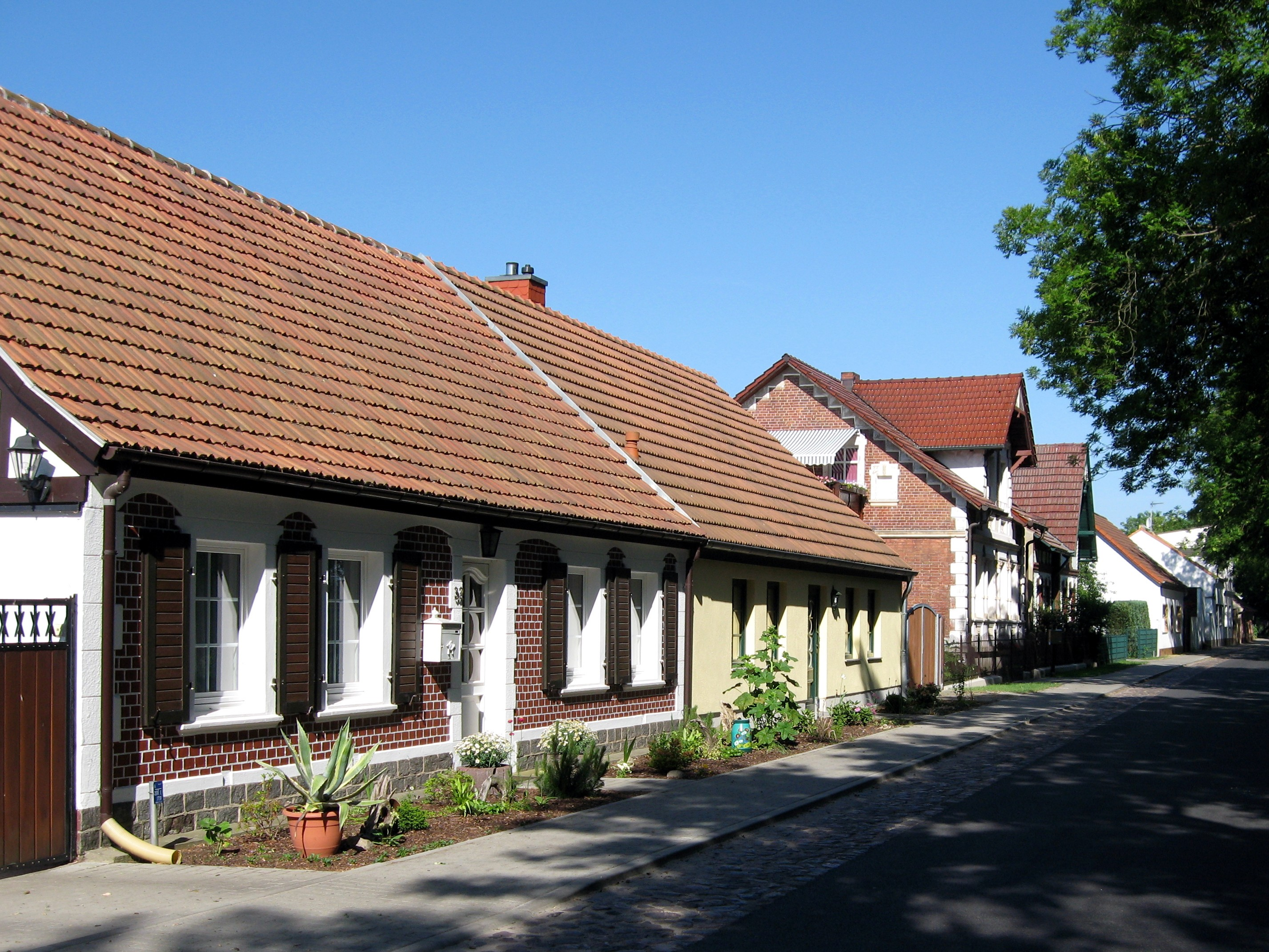
Häuser im Denkmalbereich Langer Trödel in Zerpenschleuse

Die Liste der Baudenkmale in Wandlitz enthält alle Kulturdenkmale der brandenburgischen Großgemeinde Wandlitz nach ihren Ortsteilen, die in der Denkmalliste des Landes Brandenburg mit dem Stand vom 31. Dezember 2021 veröffentlicht wurden. Die dort ebenfalls enthaltenen Bodendenkmale sind dagegen in der Liste der Bodendenkmale in Wandlitz aufgeführt.

## Legende
In den Spalten befinden sich folgende Informationen:
- ID-Nr.: Die Nummer wird vom Brandenburgischen Landesamt für Denkmalpflege vergeben. Ein Link hinter der Nummer führt zum Eintrag über das Denkmal in der Denkmaldatenbank. In dieser Spalte kann sich zusätzlich das Wort Wikidata befinden, der entsprechende Link führt zu Angaben zu diesem Denkmal bei Wikidata.
- Lage: die Adresse des Denkmales und die geographischen Koordinaten. Link zu einem Kartenansichtstool, um Koordinaten zu setzen. In der Kartenansicht sind Denkmale ohne Koordinaten mit einem roten beziehungsweise orangen Marker dargestellt und können in der Karte gesetzt werden. Denkmale ohne Bild sind mit einem blauen bzw. roten Marker gekennzeichnet, Denkmale mit Bild mit einem grünen beziehungsweise orangen Marker.
- Bezeichnung: Bezeichnung in den offiziellen Listen des Brandenburgischen Landesamtes für Denkmalpflege. Ein Link hinter der Bezeichnung führt zum Wikipedia-Artikel über das Denkmal.
- Beschreibung: die Beschreibung des Denkmales
- Bild: ein Bild des Denkmales und gegebenenfalls einen Link zu weiteren Fotos des Baudenkmals im Medienarchiv Wikimedia Commons

## Allgemein
Die Brandenburgische Landesregierung hat für zwei Bereiche eigene Satzungen zum Denkmalschutz erlassen:
| ID-Nr.                           | Lage                        | Bezeichnung                               | Beschreibung | Bild           |
| -------------------------------- | --------------------------- | ----------------------------------------- | --- | -------------- |
| 09175086                         | (Lage)                      | Denkmalbereich Waldsiedlung in Basdorf    | Mit der aktuellen Denkmalsbezeichnung Waldsiedlung ist im Ortsteil Basdorf die Milchsiedlung gemeint. Das Unternehmen Brandenburgische Motorenwerke ließ ab 1940 auf früherem Bauernland (Besitzer Bauer Milch) eine Reihe von Doppelwohnhäusern in Holzbauweise für seine Firmenmitarbeiter errichten. Die für die Erschließung angelegten Straßen südlich des historischen Ortskerns erhielten Namen nach bekannten Schriftstellern wie Goethe, Schiller, Puschkin, Kleist, Erich Weinert. | weitere Bilder |
| 09176046 Teilobjekt zu: 09175086 | Puschkinstraße 7 & 8 (Lage) | Wohnhaus                                  | | Wohnhaus       |
| 09175605                         | (Lage)                      | Denkmalbereich Finowkanal (Langer Trödel) | Der lange Trödel ist das westliche Teilstück des Finowkanals. Er trägt diesen Namen seit dem Beginn des 17. Jahrhunderts. Im 20. Jahrhundert wurde die Wasserverbindung zugeschüttet, um das Jahr 2015 jedoch wieder geöffnet, so dass das Gewässer wieder schiffbar ist. | weitere Bilder |

## Baudenkmale

### Basdorf
| ID-Nr.   | Lage                           | Bezeichnung                            | Beschreibung | Bild                                   |
| -------- | ------------------------------ | -------------------------------------- | --- | -------------------------------------- |
| 09175656 | Bahnstraße 1 (Lage)            | Wohnhaus                               | Eineinhalbgeschossiger Ziegelbau mit Walmdach. Datiert auf 1910/1914. | Wohnhaus                               |
| 09175017 | Prenzlauer Straße 14 (Lage)    | Dorfkirche                             | Die evangelische Kirche stammt aus dem 14. oder 15. Jahrhundert. Im Inneren befindet sich ein Taufständer aus Tonguss aus der zweiten Hälfte des 19. Jahrhunderts. | weitere Bilder                         |
| 09175506 | Prenzlauer Straße 42 (Lage)    | Lichtspieltheater „Hubertus“           | Erbaut von Erich Bürger im Jahr 1941. Nach dem Jahr 2000 verlor das mit einem Walmdach versehene Gebäude seine Funktion als Kino. Einzelne Bereiche wurden bis 2012 anderweitig genutzt. Seitdem steht es leer. | Lichtspieltheater „Hubertus“           |
| 09175549 | Prenzlauer Straße 66–70 (Lage) | Zwangs- und Fremdarbeiterlager Basdorf | Auf dem großen Kasernengelände gelegen. Die vorhandenen Gebäude stammen alle aus unterschiedlichen Bauzeiten und Nutzungen. Die Flachbauten auf dem Bild sind Teile des ehemaligen Fremdarbeiterlagers aus dem Jahr 1943. Die im Hintergrund zu sehenden Plattenbauten der ehemaligen NVA-Kaserne sind im Jahr 2015 abgerissen worden. | Zwangs- und Fremdarbeiterlager Basdorf |

### Bogensee
| ID-Nr.   | Lage   | Bezeichnung | Beschreibung | Bild           |
| -------- | ------ | --- | ------------ | -------------- |
| 09175482 | (Lage) | Teilbereich der Gesamtanlage Bogensee, bestehend aus dem ehemaligen Landsitz von Joseph Goebbels mit Wohnhaus, Gästehaus und Wirtschaftsgebäude sowie den Erweiterungsbauten der ehemaligen Jugendhochschule Bogensee aus den 1950er Jahren mit Lektionsgebäude, Hörerwohnhäusern und Gemeinschaftshaus einschließlich der innerhalb dieses Komplexes gelegenen Frei- und Grünflächen |              | weitere Bilder |

### Klosterfelde
| ID-Nr.                           | Lage                               | Bezeichnung                                          | Beschreibung | Bild                                                 |
| -------------------------------- | ---------------------------------- | ---------------------------------------------------- | --- | ---------------------------------------------------- |
| 09175363                         | L 100 (Lage)                       | Meilenstein (Rundsockelstein)                        | Er trägt die Inschrift V Meilen bis Berlin Entgegen den Angaben des BLDAM steht der Rundsockelstein an der L100, denn mit der Neuverteilung der Bundes- und Landesstraßen direkt in Ortschaften wurden die hier hindurchführenden Abschnitte der B109 neu bezeichnet. | Meilenstein (Rundsockelstein)                        |
| 09175361 Wikidata                | Klosterfelder Hauptstraße (Lage)   | Dorfkirche                                           | Die evangelische Kirche, im 13. Jahrhundert als einfache Feldsteinkirche errichtet, wurde in den folgenden Jahrhunderten mehrfach vergrößert und verändert. Das heutige Erscheinungsbild geht auf den barocken Umbau 1742 zurück. Das von einer Stuckdecke überspannte Kirchenschiff, der zweijochige Chor und die Apsis sind jeweils durch Spitzbögen voneinander abgesetzt. Chor und Apsis sind kreuzrippengewölbt. Die Ausstattung umfasst Stücke von 1690 bis zur Jetztzeit. | weitere Bilder                                       |
| 09175362                         | Klosterfelder Hauptstraße (Lage)   | Ehrenfriedhof für Gefallene der Roten Armee          | Ein Obelisk für Gefallene der Roten Armee mit Widmung wird umgeben mit 4 granitenen Namenstafeln. | Ehrenfriedhof für Gefallene der Roten Armee          |
| 09175495                         | Klosterfelder Hauptstraße 3 (Lage) | Hofanlage mit Wohnhaus, Stallgebäude und Pflasterung | | Hofanlage mit Wohnhaus, Stallgebäude und Pflasterung |
| 09176199 Teilobjekt zu: 09175495 | Klosterfelder Hauptstraße 3 ()     | Stall                                                | Fachwerkbau mit Satteldach. Es liegt keine Angabe zur Datierung vor. | ein Bild hochladen                                   |

### Lanke
| ID-Nr.                           | Lage                                                                                  | Bezeichnung | Beschreibung | Bild               |
| -------------------------------- | ------------------------------------------------------------------------------------- | --- | --- | ------------------ |
| 09175368 Wikidata                | Baggerberg 1 (Lage)                                                                   | Dorfkirche | ev. Dorfkirche; anstelle eines Vorgängerbaus 1867/1868 errichtete Backsteinkirche im neugotischen Stil                                               | weitere Bilder     |
| 09175446                         | Lanker Dorfstraße 8 Lanker Dorfstraße 10 Biesenthaler Straße 2 Prendener Allee (Lage) | Schlossanlage Lanke, bestehend aus Schloss, alter Brennerei („Grünes Haus“), Pferdestall, Kutscherwohnhaus und Park mit Grabanlage der Familie von Wülknitz sowie dem Wirtschaftshof mit Gutsverwalterhaus, Schäferwohnhaus („Schweizerhaus“), neuer Brennerei mit Schornstein, Rinderstall, Schmiede, Hofscheune mit Pferdestall, Speicher und Stallgebäude des Schäferhofs | Schloss Lanke | weitere Bilder     |
| 09176110 Teilobjekt zu: 09175446 | Lanker Dorfstraße 10 ()                                                               | Schloss | | ein Bild hochladen |
| 09176111 Teilobjekt zu: 09175446 | Lanker Dorfstraße 10 ()                                                               | Wohnhaus | Es handelt sich um die Alte Brennerei/Grünes Haus. Zweigeschossiger fünfachsiger Bau mit Satteldach.                                                 | ein Bild hochladen |
| 09176112 Teilobjekt zu: 09175446 | Lanker Dorfstraße ()                                                                  | Stall | Parallele Lage zum Schloss, westlich davon liegend.                                                                                                  | ein Bild hochladen |
| 09176113 Teilobjekt zu: 09175446 | Lanker Dorfstraße 8 ()                                                                | Wohnhaus | Es handelt sich um das Kutscherwohnhaus. Gegenüber dem Stall liegend.                                                                                | ein Bild hochladen |
| 09176114 Teilobjekt zu: 09175446 | Biesenthaler Straße 2 ()                                                              | Gutshof | Liegt nördlich des Schlosses. | ein Bild hochladen |
| 09176116 Teilobjekt zu: 09175446 | Biesenthaler Straße 2 ()                                                              | Inspektorenhaus | Der eingeschossige Bau mit Satteldach befindet sich am nordöstlichen Rand des Gutshofes.                                                             | ein Bild hochladen |
| 09176117 Teilobjekt zu: 09175446 | Biesenthaler Straße 2 ()                                                              | Stall | Es handelt sich um den Rinderstall: zweigeschossiger Ziegelbau mit Satteldach auf der südlichen Seite des Gutshofes liegend.                         | ein Bild hochladen |
| 09176118 Teilobjekt zu: 09175446 | Biesenthaler Straße 2 ()                                                              | Scheune & Stall & Speicher | Der zwei- und dreigeschossiger Ziegelbau mit Satteldach schließt den Gutshof nach Norden hin ab (gegenüber dem Rinderstall liegend).                 | ein Bild hochladen |
| 09176119 Teilobjekt zu: 09175446 | Biesenthaler Straße 2 ()                                                              | Schmiede | Der Ziegelbau liegt westlich vom Gebäudekomplex Scheune-Stall-Speicher (im rechten Winkel zu diesem liegend).                                        | ein Bild hochladen |
| 09176120 Teilobjekt zu: 09175446 | Biesenthaler Straße 2 ()                                                              | Brennerei | Dreigeschossiger Feldstein-Ziegelbau mit Schornstein. An der Straße vor dem Rinderstall liegend.                                                     | ein Bild hochladen |
| 09176121 Teilobjekt zu: 09175446 | Biesenthaler Straße 2 ()                                                              | Wohnhaus | Es handelt sich um das Schäferwohnhaus/Schweizer Haus. Eingeschossiger Fachwerkbau auf Feldstein-Sockel. Schließt den Gutshof nach Nordosten hin ab. | ein Bild hochladen |
| 09176122 Teilobjekt zu: 09175446 | Prendener Allee ()                                                                    | Stall | Schließt im Norden an den Gutshof an (auf dem einstigen Schäferhof).                                                                                 | ein Bild hochladen |
| 09176115 Teilobjekt zu: 09175446 | ()                                                                                    | Schlosspark | Der Entwurf stammt von Peter Joseph Lenné. Datiert auf das Jahr 1827.                                                                                | ein Bild hochladen |
| 09175805 Teilobjekt zu: 09175446 | ()                                                                                    | Familienfriedhof | Bewidmet der Familie von Wülknitz. Befindet sich auf einer künstlich angelegten Insel im Schlosspark.                                                | ein Bild hochladen |

### Prenden
| ID-Nr.   | Lage                                                        | Bezeichnung | Beschreibung | Bild |
| -------- | ----------------------------------------------------------- | --- | --- | --- |
| 09175376 | Prendener Dorfstraße (Lage)                                 | Dorfkirche | Sie wurde wahrscheinlich im 16./17. Jahrhundert auf Fundamenten eines früheren Bauwerks errichtet. Das Kirchenschiff ist verputzt, der Glockenturm im Fachwerkstil wurde 1704 hinzugefügt. Ausstattung: ein geschnitzter Altar, eine Orgel aus der Werkstatt des Potsdamer Meisters Carl Eduard Gesell; Nachbau einer Einzeiger-Turmuhr (Original-Zifferblatt und Uhrwerk im Kirchenraum ausgestellt); Empore. Zwischen 1998 und 2002 wurde das Gotteshaus total saniert und restauriert. | weitere Bilder |
| 09175543 | Prendener Dorfstraße, zwischen Hausnummer 35 und 36c (Lage) | Schmiede | Eingeschossig, Satteldach. Die erste Schmiede stammt aus dem 18. Jahrhundert. Zuerst wurden hier vor allem Hufe der bäuerlichen Arbeitspferde beschlagen. Das im 21. Jahrhundert erhaltene und denkmalgeschützte Gebäude wurde im 19. Jahrhundert als Ziegelbau (gelb) auf einem Feldstein-Fundament neu errichtet (Erweiterungsbau 1867/1900). | Schmiede |
| 09175596 | Prendener Dorfstraße 42 (Lage)                              | Bauernhaus | Zweigeschossiger Fachwerkbau mit Satteldach. Datiert auf ca. 1700. Änderungsbauten einmal etwa 1850 und ein zweites Mal ca. 1900. | Bauernhaus |
| 09175469 | Mühlengasse 11, 12 (Lage)                                   | Wohnhaus mit Wirtschaftsgebäude | | Wohnhaus mit Wirtschaftsgebäude |
| 09175518 | Ützdorfer Straße 10 (Lage)                                  | Bunkeranlage der Hauptführungsstelle des Nationalen Verteidigungsrates der DDR einschließlich Zugangstunnel, Anbau, Notausgängen und technischer Ausrüstung | | Bunkeranlage der Hauptführungsstelle des Nationalen Verteidigungsrates der DDR einschließlich Zugangstunnel, Anbau, Notausgängen und technischer Ausrüstung |

### Schönerlinde
| ID-Nr.   | Lage                              | Bezeichnung                                 | Beschreibung                                                                                        | Bild                                        |
| -------- | --------------------------------- | ------------------------------------------- | --------------------------------------------------------------------------------------------------- | ------------------------------------------- |
| 09175380 | Berliner Allee (Lage)             | Dorfkirche                                  | Spätgotische Feldsteinkirche aus dem 14. Jahrhundert, die Sakristei stammt aus dem 15. Jahrhundert. | Dorfkirche                                  |
| 09175597 | Berliner Allee 1 (Lage)           | Wohnhaus                                    | | Wohnhaus                                    |
| 09175381 | Berliner Allee 19 (Lage)          | Chausseehaus                                | Im Jahr 2010 in Teilen noch bewohnt.                                                                | Chausseehaus                                |
| 09175625 | Schönerlinder Dorfstraße 1 (Lage) | Erbbegräbnis des Schulzen, vor dem Wohnhaus | Erbbegräbnis der Schönerlinder Familie Schultze, südwestlich der Dorfkirche.                        | Erbbegräbnis des Schulzen, vor dem Wohnhaus |

### Schönwalde
| ID-Nr.            | Lage               | Bezeichnung                   | Beschreibung | Bild             |
| ----------------- | ------------------ | ----------------------------- | --- | ---------------- |
| 09175127 Wikidata | (Lage)             | Schloss und Park Dammsmühle   | am Westufer des Dammsees                                                                                           | weitere Bilder   |
| 09175122          | (Lage)             | Friedhofskapelle              | auf dem Friedhof Schönwalde, 1937 eingeweiht                                                                       | Friedhofskapelle |
| 09175389          | B 109 (Lage)       | Meilenstein (Rundsockelstein) | Er trägt die Inschrift III Meilen bis Berlin und ist baugleich mit den Meilensteinen in Klosterfelde und Wandlitz. | weitere Bilder   |
| 09175388 Wikidata | Hauptstraße (Lage) | Dorfkirche                    | 1844 eingeweiht | weitere Bilder   |

### Stolzenhagen
| ID-Nr.   | Lage              | Bezeichnung | Beschreibung                            | Bild           |
| -------- | ----------------- | ----------- | --------------------------------------- | -------------- |
| 09175396 | Dorfstraße (Lage) | Dorfkirche  | 1890 neu aufgebaut, 2007 rekonstruiert. | weitere Bilder |

### Wandlitz
| ID-Nr.                           | Lage                                                   | Bezeichnung | Beschreibung | Bild                                           |
| -------------------------------- | ------------------------------------------------------ | --- | --- | ---------------------------------------------- |
| 09175403                         | (Lage)                                                 | Wandlitz, historischer Dorfkern | Zu dem Ensemble gehören neben der Dorfkirche und Gebäuden der Freiwilligen Feuerwehr zahlreiche Bauernhäuser, darunter das um 1800 errichtete Lehnschulzenhaus Kirchstraße 11. Dieses wurde 2008 privatisiert und renoviert, der Bereich zur Straße soll langfristig zu einer Senioren-Wohnanlage umgestaltet werden. | weitere Bilder                                 |
| 09175672                         | An der Bogenheide 9 (Lage)                             | Wohnhaus („Heimchen am Herd“) mit Nebengebäude                                                                                              | Teil einer Sommerhauskolonie, östlich des Ortskerns gelegen. Eingeschossiger Fachwerkbau mit Satteldach und Fußwalm. Datiert auf 1911. | Wohnhaus („Heimchen am Herd“) mit Nebengebäude |
| 09176300 Teilobjekt zu: 09175672 | An der Bogenheide 9 (Lage)                             | Garage | Eingeschossiger Fachwerkbau mit Walmdach. Datiert auf das Jahr 1911. | Garage                                         |
| 09175486                         | An den Pfühlen 5 (Lage)                                | Wohnhaus | Wohnhaus Nr. 5 entstand zeitgleich mit den Wohnhäusern Nr. 7 und 8 und weiteren sieben Eigenheimen in den Jahren 1906/08. Nach einem durch eine Siedlungsbaugesellschaft ausgeschriebenen Architektenwettbewerb wurde die Landhaus-Kolonie Wandlitzsee im Bereich der Drei Heiligen Pfühle mit zehn Muster-Häusern gegründet. Am Nordufer des ersten der drei Pfühle entstanden landschaftlich angepasste und individuell nach den Wünschen und Möglichkeiten des jeweiligen Bauherrn realisierte Wohnvillen. | Wohnhaus                                       |
| 09175487                         | An den Pfühlen 7 (Lage)                                | Wohnhaus | Vgl. An den Pfühlen 5 | Wohnhaus                                       |
| 09175523                         | An den Pfühlen 18 (Lage)                               | Villa | Vgl. An den Pfühlen 5 | Villa                                          |
| 09175601                         | An den Pfühlen 29 (Lage)                               | Wasserwerk | (Wasserturm hinter dem Wohnhaus) | Wasserwerk                                     |
| 09175402                         | B 109 (Lage)                                           | Meilenstein (Rundsockelstein), bei km 30 | Entgegen der Beschreibung des BLDAM befindet sich der Meilenstein an der L100 bei Kilometer 30. Er trägt die Inschrift IV Meilen bis Berlin. | Meilenstein (Rundsockelstein), bei km 30       |
| 09176349                         | Breitscheidstraße (Lage)                               | Denkmal für die Gefallenen des Ersten Weltkriegs                                                                                            | Denkmal für die Wandlitzer Gefallenen des Ersten und Zweiten Weltkrieges. Im Jahr 1924 wurde es seiner Bestimmung übergeben. Das Denkmal mit seiner schmiedeeisernen Einfriedung ist eingebettet in die Einfriedung der Dorfkirche Wandlitz und steht leicht zurückversetzt von der Straße. | weitere Bilder                                 |
| 09175807                         | Breitscheidstraße 21 a (Lage)                          | Alte Schule / Kirchschule | Alte kirchliche Dorfschule, 1835 eröffnet. In den 1940er Jahren Unterkunft für Gastarbeiter und später für Kriegsflüchtlinge. Unter Denkmalschutzauflagen wird das Haus von einer Baugenossenschaft zu einem Wohngebäude umgestaltet. Auf dem Grundstück entstehen angepasste weitere Wohnvillen (Stand Sommer 2022). | Alte Schule / Kirchschule                      |
| 09175808 Teilobjekt zu: 09175807 | Breitscheidstraße 21 (Lage)                            | Scheune | Eingeschossiger Ziegelbau mit Satteldach. Erbaut in den Jahren 1835-1836 (Änderungsbauten 1867). Der Toilettenanbau (mit Pultdach) existiert nicht mehr. Lage: Neben der Dorfschule in nordwestlicher Richtung. | Scheune                                        |
| 09176351 Wikidata                | Karl-Liebknecht-Straße (Lage)                          | Friedhofskapelle und zentrales Gräberfeld auf dem Gemeindefriedhof                                                                          | 1912-1913 errichtete Friedhofskapelle südlich der Hauptachse liegend, mit Sattel- und Walmdach. Nördlich davon liegt ein zentrales Gräberfeld. | weitere Bilder                                 |
| 09175398                         | Kirchstraße (Lage)                                     | Dorfkirche | Die Fundamente stammen aus der Entstehungszeit des Dorfes im 13. Jahrhundert. Zunächst im spätromanischen Stil errichtet, wurde die Kirche später durch frühgotische Elemente verändert. Im 18. Jahrhundert erfolgten eine Erweiterung und ein Umbau in ein typisches frühbarockes Gotteshaus. Nebenliegend sind einige Gräber des nicht mehr genutzten Kirchfriedhofs erhalten. | weitere Bilder                                 |
| 09175548                         | Langer Grund 6 (Lage)                                  | Sommerhaus mit Gartenpavillon und Teich-Brunnenanlage sowie Flora-Statue einschließlich des Grundstückteils zwischen Sommerhaus und Seeufer | Ensemble aus dem Jahr 1904, errichtet von Steinmetz Friedrich Thiele aus Bernau. Sommerhaus: Eingeschossiger Fachwerkbau mit Satteldach. Datiert auf das Jahr 1909. | BW                                             |
| 09176227 Teilobjekt zu: 09175548 | Langer Grund 6 (Lage)                                  | Gartenpavillon | Es handelt sich um ein Monopteros mit Kuppeldach. Datiert auf das Jahr 1909. | Gartenpavillon                                 |
| 09175991                         | Prenzlauer Chaussee 130 (Lage)                         | Wandbild am Eingang des Gymnasiums Wandlitz                                                                                                 | Das Bild stammt vom Bildhauer Waldemar Grzimek. | Wandbild am Eingang des Gymnasiums Wandlitz    |
| 09175399                         | Prenzlauer Chaussee 163–167 (ungerade) (Lage)          | Bahnhof Wandlitzsee mit Empfangsgebäude, Ladenzeilen, Wagenhalle, Tankstelle und Pergolen                                                   | Die verklinkerten Bauten Bahnhofsgebäude, vorgelagerte Arkadengänge (symmetrisch um einen großen Vorplatz angelegt) sowie das Pendant zum Bahngebäude, ein Strandrestaurant, wurden 1923-1927 nach Plänen des Berliners Wilhelm Wagner als architektonische Einheit errichtet. | weitere Bilder                                 |
| 09175688 Teilobjekt zu: 09175399 | Prenzlauer Chaussee 163–167 (ungerade) (Lage)          | Ladenzeile | Eingeschossige Klinkerbauten mit Flachdach. Erbaut in den Jahren 1927-1928. Rechts und links des Vorplatzes, an der Prenzlauer Chaussee liegend. | Ladenzeile                                     |
| 09175689 Teilobjekt zu: 09175399 | Prenzlauer Chaussee 163–167 (ungerade) (Lage)          | Wagenhalle & Werkstatt | Klinkerbau mit Flachdach. Erbaut in den Jahren 1927-1928. Rechts des Vorplatzes, unterhalb des Bahnhofsgebäudes liegend. | Wagenhalle & Werkstatt                         |
| 09175690 Teilobjekt zu: 09175399 | Prenzlauer Chaussee 163–167 (ungerade) (Lage)          | Tankstelle | Eingeschossiger Klinkerbau mit Walmdach. Erbaut in den Jahren 1927-1928. Rechts des Vorplatzes, neben der rechten Ladenzeile an der Prenzlauer Chaussee liegend. | Tankstelle                                     |
| 09175641                         | Thälmannstraße 2 (früher Stolzenhagener Straße) (Lage) | Katholische Kirche St. Konrad | Die Kirche St. Konrad (Wandlitz) ist ein katholisches Gotteshaus, das in den Jahren 1936/37 nach Plänen des Baumeisters Carl Kühn errichtet wurde. Es handelt sich um eine Hallenkirche, mit einem Naturstein verblendeten Giebel und Schieferplatten verkleideten, etwa 20 Meter hohen Glockenturm. Direkt an die Kirche schließt das Pfarrhaus an. | weitere Bilder                                 |

### Zerpenschleuse
| ID-Nr.   | Lage                          | Bezeichnung                               | Beschreibung | Bild                          |
| -------- | ----------------------------- | ----------------------------------------- | --- | ----------------------------- |
| 09175659 | Zerpenschleuse (Lage)         | Fußgängerbrücke Zerpenschleuse, km 49,987 | Die denkmalgeschützte Brücke entstand 1955/1956 und wurde zu Beginn des 21. Jahrhunderts runderneuert. | weitere Bilder                |
| 09175425 | B 109 (Lage)                  | Meilenstein (Rundsockelstein)             | Er trägt die Inschrift VI Meilen bis Berlin. | Meilenstein (Rundsockelstein) |
| 09175119 | Friedensplatz 5 (Lage)        | Pfarrhaus                                 | Um 1720 errichtetes einstöckiges verputztes Gebäude, das seit Beginn des 21. Jahrhunderts die LechLecha – Kommunität im Barnim ist (eine kirchlich geprägte soziale Gemeinschaft).                                                                              | Pfarrhaus                     |
| 09175424 | Liebenwalder Straße 56 (Lage) | Dorfkirche Zerpenschleuse                 | Das Gotteshaus ist ein Ziegelfachwerkbau aus den Jahren 1844/1845 mit einem quadratischen Westturm, das ein früheres Kirchengebäude ersetzt, das 1832 abgebrannt war. Im Kirchenraum befindet sich seit 2009 die Kopie eines Gemäldes aus der Rubens-Malschule. | weitere Bilder                |

## 2008, 2009 und 2015: aus der Landesliste gelöschte Denkmale
| ID-Nr. | Lage                                                                      | Bezeichnung     | Beschreibung | Bild            |
| ------ | ------------------------------------------------------------------------- | --------------- | --- | --------------- |
|        | Schönwalde, Hauptstraße 1–61 Koordinaten entsprechen Hausnummer 1. (Lage) | Wohnhäuser      | Das Brandenburgische Denkmalamt hat die Baudenkmale mit Gebietscharakter Schönwalde, Hauptstraße 1–61 aus der Denkmalliste gestrichen (2008). Hier handelt es sich um eine Reihe Ein- oder Mehrfamilienhäuser entlang der Hauptstraße vom südlichen Ortseingang bis zur Kreuzung mit dem Landweg. Das Bild zeigt das Gebäude an der Parzelle Nr. 60. | Wohnhäuser      |
|        | Schönwalde, Hauptstraße 66–128 (Lage)                                     | Wohnhäuser      | Das Brandenburgische Denkmalamt hat die Baudenkmale mit Gebietscharakter Schönwalde, Hauptstraße 66–128 aus der Denkmalliste gestrichen (2008). | BW              |
|        | Klosterfelde, Hauptstraße 30–72 und 27–89 (Lage)                          | Wohnhäuser      | Wurde 2009 ebenfalls aus der Liste gestrichen „wegen gravierender baulicher Veränderungen“. | BW              |
|        | Wandlitz, Karl-Liebknecht-Straße 59 (Lage)                                | Fischerwohnhaus | Das aus Holz bestehende Gebäude trug keinen Hinweis auf den Baudenkmalstatus. Es befand sich zu Beginn des 21. Jahrhunderts in einem desolaten Zustand. Im Jahr 2015 erfolgten erste Sanierungsarbeiten am Dachstuhl (Bild), die wohl nicht erfolgreich waren. Deshalb wurde über die Gemeinde im Brandenburgischen Denkmalamt der Abriss beantragt, auch, weil kein Geld für Erhaltungsmaßnahmen ausgereicht worden war. Im Sommer 2016 war zu sehen, dass das Gebäude abgerissen und an dessen Stelle ein privates Wohnhaus entstanden ist. | Fischerwohnhaus |